# Pedro León Carmona
Pedro León Carmona Quiroga(Santiago, 10 de abril de 1853- Santiago, 7 de febrero de 1899) fue un pintor chileno.

## Biografía
Fue hijo de Fernando Carmona y Juana Quiroga.Ingresó en 1869 a la Academia de pintura, siendo alumno de los maestros Alejandro Cicarelli y Ernesto Kirchbach.
En 1874 realiza por encargo de su amigo el Intendente Benjamín Vicuña Mackenna, la copia y reproducción o pintura de retratos de algunos de los Gobernadores coloniales de Chile.
En 1876 viaja becado a París por el gobierno para perfeccionar sus estudios. Allí fue discípulo de los pintores William-Adolphe Bouguereau y Jean-Paul Laurens. Participó en el Salón de París de 1877. A fines de 1880 se establece en Florencia.
Regresó a Chile en 1883 e instaló su propio taller al estilo parisiense en calle Alonso Ovalle, donde alterna entre la pintura religiosa que es su verdadera inclinación con los temas patrióticos surgidos por la Guerra del Pacífico.
Entre 1885 y 1889, participa con sus dibujos para El Taller Ilustrado, una revista de arte semanal chilena que se dedicaba a la divulgación cultural y en donde se presentaban artículos de opinión relativos a la enseñanza, la institucionalidad y los exponentes del arte en Chile.
En sus últimos años Carmona se dedica a fundar la Academia de Pintura del Círculo Católico y de la Academia de Pintura de la Universidad Católica.
Pedro León Carmona falleció de tuberculosis, el 7 de febrero de 1899.Fue sepultado en el Cementerio General.

## Galería de obras

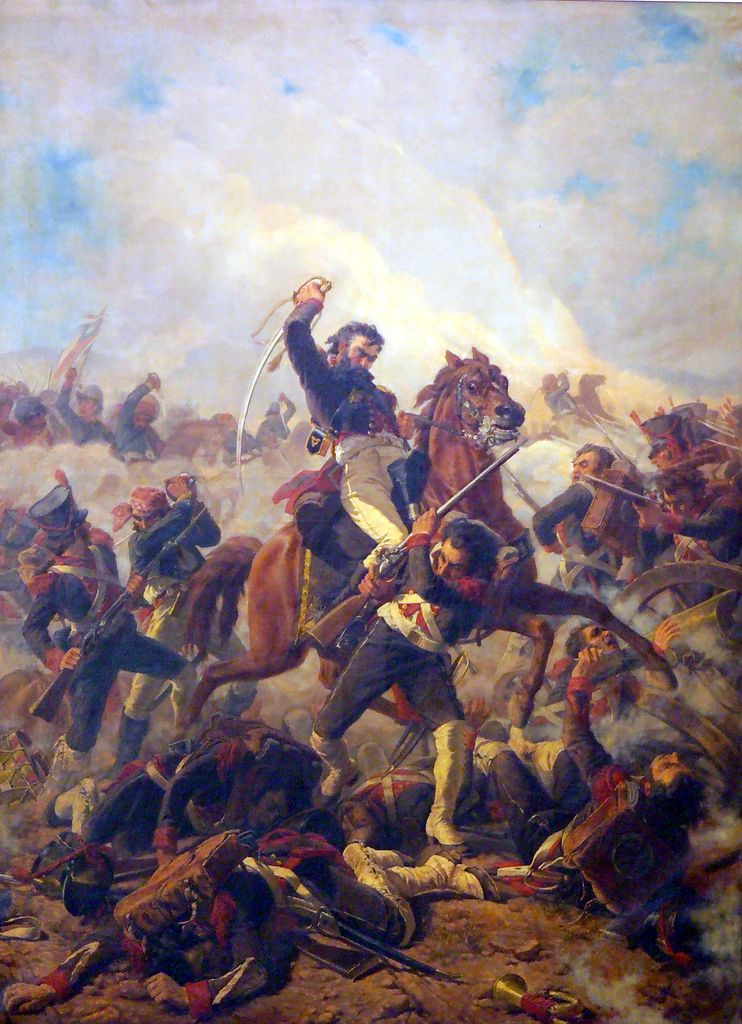
Carga de Bueras.
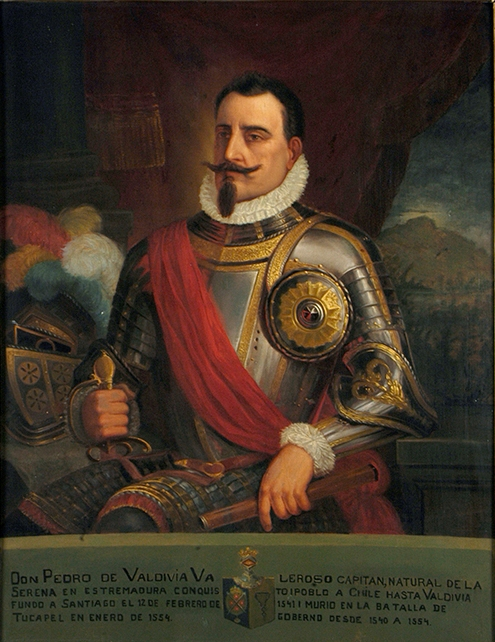
Retrato del Gobernador Pedro de Valdivia.
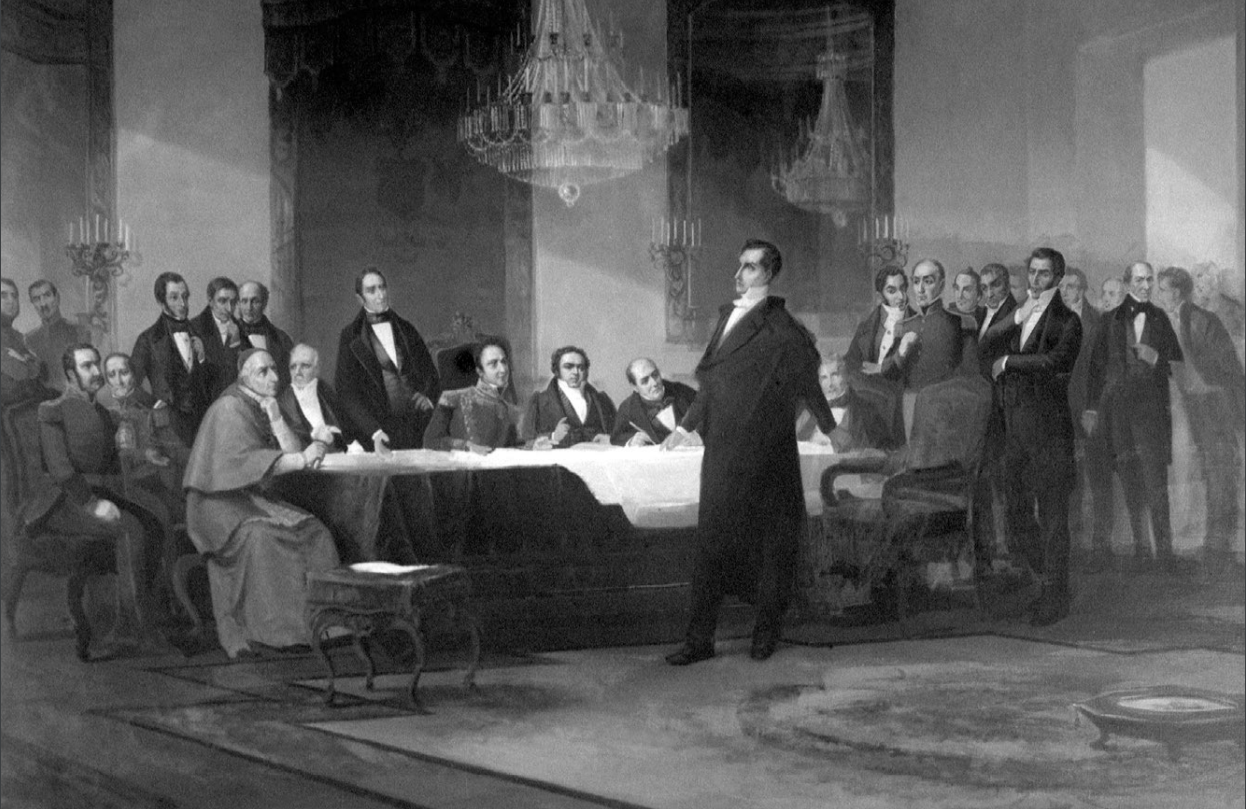
Portales ante los notables.
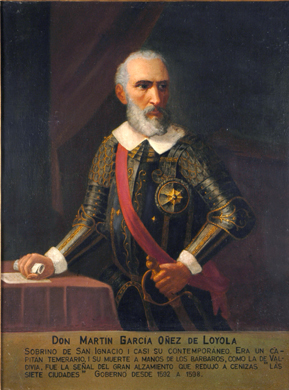
Retrato de Martín García Oñez de Loyola.
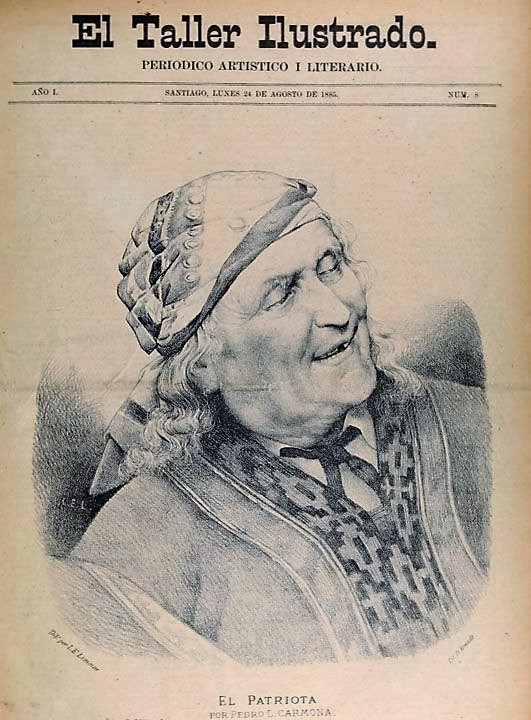
Periódico artístico y literario "El Taller Ilustrado". En portada ilustración "El Patriota" de Pedro León Carmona. Original es un óleo sobre madera, 27 x 21 cm.